# John Ljunggren
John Arthur Ljunggren (* 9. September 1919 in Forsheda, Gemeinde Värnamo, Schweden; † 13. Januar 2000 in Bor, Gemeinde Värnamo) war ein schwedischer Leichtathlet und Olympiasieger im 50-km-Gehen. Bei einer Körpergröße von 1,78 m betrug sein Wettkampfgewicht 59 kg.
John Ljunggren gehört zu den besten und erfolgreichsten Gehern der Sportgeschichte. Er nahm von 1946 bis 1964 an allen Europameisterschaften und an allen Olympischen Spielen teil. Er kam jedes Mal ins Ziel und gewann insgesamt 5 Medaillen. Daneben stellte er von 1951 bis 1953 fünf offizielle Weltrekorde im Bahngehen auf. 

## Olympische Spiele

### 20 km Gehen
- 1956: Platz 4 in 1:32:24 h
- 1960: Platz 7 in 1:37:59,0 h
- 1964: Platz 19 in 1:37:03 h

### 50 km Gehen
- 1948: Platz 1 in 4:41:2 h
- 1952: Platz 9 in 4:43:45,2 h
- 1956: Platz 3 in 4:35:02 h
- 1960: Platz 2 in 4:25:47,0 h
- 1964: Platz 16 in 4:29:09,2 h

## Europameisterschaften
jeweils 50 km Gehen
- 1946: Platz 1 in 4:38,20 h
- 1950: Platz 2 in 4:43:25 h
- 1954: Platz 4 in 4:38:09,6 h
- 1958: Platz 9 in 4:42:40,8 h
- 1962: Platz 5 in 4:30:19,8 h

## Weltrekorde im Bahngehen
- 30.000 m 2:27:42,0 h (1952)
- 50.000 m 4:32:52,0 h (1951)
- 50.000 m 4:29:58,0 h (1953)
- 30 Meilen 4:21:38,2 h (1951)
- 30 Meilen 4:21:11,0 h (1953)

## Bestleistungen
- 20 km 1:32:23 h (1955)
- 50 km 4:19:40 h (1956)

## Dies und Das
- Laut seinen eigenen Aufzeichnungen nahm er an 499 Wettbewerben teil, in denen er 315 mal gewann, 101-mal Zweiter wurde und 33-mal Dritter.
- Bei den Europameisterschaften 1950 gewann sein Bruder Werner Ljunggren hinter ihm die Bronzemedaille.